# 한국여성정책연구원
한국여성정책연구원(韓國女性政策硏究院, Korea Women's Development Institute)은 성평등 사회 구현을 위한 국가의 성평등 정책 수립과 국민 행복의 향상에 이바지함을 목적으로 1983년 4월 설립된 국무총리(국무조정실) 산하의 기타공공기관이다. 서울특별시 은평구 진흥로 225 (불광동)에 있다.

## 연혁
- 1982년 12월 31일 「한국여성개발원법」 제정 공포(법률 제 3632호)
- 1983년 3월 14일 「한국여성개발원법」 시행령 공포(대통령령 제 11071호)
- 1983년 4월 21일 '한국여성개발원' 개원, 보건사회부산하 '국립부녀직업보도소'와 '국립여성복지원'을 폐지
- 1987년 11월 20일 청사 준공
- 1991년 4월 18일 「행정권한의 위임위탁에 관한 규정」에 따라 업무조정 감독권이 보건사회부에 정무장관(제2)실로 이관
- 1998년 2월 28일 「행정권한의 위임위탁에 관한 규정」에 따라 여성특별 위원회로 업무조정 감독관 이관
- 1999년 1월 29일 정부출연연구기관등의설립.운영및육성에관한법률」의 제정.공포(법률 제5733호)에 따라 인문사회연구회 소관으로 이관
- 2005년 7월 1일 「정부출연연구기관등의설립.운영및육성에관한법률」개정에 따라 경제.인문사회연구회 소관연구기관으로 변경
- 2007년 5월 11일 「정부출연연구기관등의설립.운영및육성에관한법률」개정에 따라 '한국여성개발원'에서 '한국여성정책연구원'으로 기관명칭 변경

## 주요활동
한국여성정책연구원은 1983년 개원 이래 대한민국 여성정책의 산실로서 양성평등 연구와 정책 개발의 중추적인 역할을 담당해 왔다. 1980년대에는 여성의 지위 향상과 여성 발전을 위한 법·제도 수립 기반을 조성하였고, 1990년대에는 여성들의 사회참여 확대를 위한 정책지원을 위해 노력하였다. 2000년대 이후에는 정책 전반의 성 주류화는 물론, 여성고용 활성화와 경력 유지, 일-가정 양립과 가족친화문화 확산, 여성안전과 폭력예방, 양성평등의식 제고 등을 위한 연구와 정책개발에 노력하고 있다.

## 성과
- 여성공무원 채용목표제, 여성관리자 임용목표제 등의 도입 타당성 검토 및 추진전략 개발을 통해 2002년 양성채용목표제 실시에 기여

- 적극적 고용개선 조치 연구와 정부조달인센티브제도 관련 연구로 적극적 고용개선 조치 도입에 기여하였고 이로 인해 여성근로자 및 여성관리자 비율 증가

- "경력단절여성등의 경제활동 촉진법" 제정과 「경력단절여성등의 경제활동촉진 기본계획」수립을 지원하였고, 여성새로일하기센터 운영 및 사업모델 개발에 기여
- 남녀고용평등법 제정의 기초를 제공하는 한편, 8차 개정 이후 "남녀고용평등과 일-가정 양립 지원에 관한 법률"로 법제를 변경해 남녀의 평등한 기회 및 대우를 보장하고, 근로자의 일-가정 양립 지원의 초석 마련에 기여
- 제2차 「다문화가족정책 기본계획」 수립과정에 참여하는 등 여성결혼이민자 정착 및 사회통합, 다문화가족 지원 정책 추진의 효율성과 효과성 제고에 기여
- 여성폭력 관련 법률 제정 이후 각종 여성폭력 관련 종합대책 수립 및 여성아동폭력 방지를 위한 효과적인 정책 추진에 기여
- 1995년 12월 "여성발전기본법" 제정, 1999년 2월 "남녀고용평등법" 개정, "남녀차별 금지 및 구제에 관한 법률" 제정 당시 성희롱 금지 조항 입법화에 기여하였고, 이후 성희롱 실태 파악 및 성희롱 방지정책의 효율성 제고에 기여
- 정책의 성 주류화를 위해 성별영향분석제도 및 성인지예산제도 도입과 운영을 지원하고 있고, 여성친화도시 지정 확산을 통해 지자체 정책의 성 주류화에 기여
- 국내 최초 성인지 통계 간행물을 발간하고, 2006년부터 성인지 통계정보 시스템을 구축 서비스하여 성평등정책 추진에 필요한 기초통계 제공에 기여

## 조직

### 한국여성정책연구원장
- 감사(비상임)
- 감사실(검사역)
- 연구자문위원회

#### 기획조정본부
- 연구기획센터
- 연구평가센터
- 예산제도센터
- 국제협력센터

#### 성주류화지식혁신본부
- 성평등전략사업센터
- 성별영향평가센터
- 성인지예산센터
- 성인지데이터센터
- 정보지식공유센터

#### 경영지원본부
- 인사조직관리센터
- 시설총무센터
- 재무회계센터

## 같이 보기
- 장하진
- 변화순